# Castillo de Malla
El Castillo de Malla es un edificio de la población de Malla (Osona) en la provincia de Barcelona declarado Bien Cultural de Interés Nacional.

## Descripción
En 1918 el arquitecto Josep M. Pericas hizo unos apuntes de los restos que todavía eran visibles entonces en la cima del monte de Malla o del Clascar. El dibujo indica los restos de estancias rectangulares y un muro de cierre en el lado norte que sigue la forma de la colina.
Actualmente del antiguo edificio solamente quedan, a nivel de superficie, cuatro piedras esparcidas.

## Historia
El nombre primitivo del castillo fue de Orsal, Orsalitano, Ursal o Ursalitano y hasta el siglo XI no cambió a Malla. El término del castillo aparece citado a partir en el 924. El dominio estuvo en manos del conde de Barcelona a partir del año 1067 y anteriormente pertenecía a la familia del vizcondado gerundense.
A principios del siglo XII el rey enfeudó a la casa de Moncada, y más tarde, en los siglos XIV y XV, fue cedido a los Cabrera, a Roger de Malla y sus descendientes, de esta manera los antiguos castellanos pasaron a ser los señores del castillo.